# Kaidanovo, Muncaci
Kaidanovo (în ucraineană Кайданово) este un sat în comuna Rakoșîno din raionul Muncaci, regiunea Transcarpatia, Ucraina.

## Demografie
Componența lingvistică a localității Kaidanovo
     Ucraineană (86,68%)
     Maghiară (12,91%)
     Alte limbi (0,41%)
Conform recensământului din 2001, majoritatea populației localității Kaidanovo era vorbitoare de ucraineană (86,68%), existând în minoritate și vorbitori de maghiară (12,91%).